# Farrah Gray
Farrah Gray (n. 9 septembrie 1984) este un om de afaceri american și antreprenor social, filantropist, autor de bestseller, lider de sindicat, orator motivațional și director la Realty Pros Asset Management.
Gray și-a început dezvoltarea sa antreprenorială, personală și civică la vârsta de 6 ani vânzând loțiuni de corp făcute în casă și propriile pietre pictate din ușă în ușă. La vârsta de 7 ani avea cărți de vizită pe care scria: „Manager al secolului 21”. La vârsta de 8 ani, Gray a devenit co-fondator al clubului U.N.E.E.C. (club urban economic). A fost cea mai tânără persoană care a avut birou pe Wallstreet.
Între vârsta de 12 și 16 ani, Gray a fondat și coordonat afaceri cu cartele de telefon, firmă de livrat scrisori, post de radio, regizor de show de comedie și firmă de produs siropuri ale cărui profituri au depășit $1.5 milioane.
Ca un adolescent, Gray a atins un rating de 12 milioane de telespectatori în fiecare seară într-o emisiune americană.